# 이은실 (탁구 선수)
이은실(1976년 12월 25일 ~ )은 대한민국의 탁구 선수였다. 2004년 그리스 아테네 올림픽에서 석은미와 함께 복식 은메달을 획득하였다.